# Вахтендонк
Вахтендонк (њем. Wachtendonk) општина је у њемачкој савезној држави Северна Рајна-Вестфалија. Једно је од 16 општинских средишта округа Клефе. Према процјени из 2010. у општини је живјело 7.816 становника. Посједује регионалну шифру (AGS) 5154060.

## Географски и демографски подаци
Вахтендонк се налази у савезној држави Северна Рајна-Вестфалија у округу Клефе. Општина се налази на надморској висини од 29 метара. Површина општине износи 48,1 km². У самом мјесту је, према процјени из 2010. године, живјело 7.816 становника. Просјечна густина становништва износи 162 становника/km².

## Међународна сарадња
| Мјесто | Држава    | Врста сарадње | Од    |
| ------ | --------- | ------------- | ----- |
| Асиње  | Француска | партнерство   | 1980. |
| Извор  |           |               |       |